# 趙葵
趙葵（1186年—1266年），字南仲，號信庵，一號庸齋。衡山（今属湖南）人。

## 生平
淳熙十三年（1186年）出生。父趙方是南宋京湖制置使，赵葵跟兄長趙范自小跟隨父親置身军旅，负责襄阳饮食。嘉定十年（1217年）金将高琪犯襄阳，趙葵率兵擊破之。嘉定十四年（1221年）进兵唐州（在襄阳东北部），以战功知枣阳军。嘉定十五年，任庐州（今安徽省合肥市）通判。端平元年（1234年）出兵河南收復三京，為蒙古軍大敗，史稱端平入洛。
嘉熙元年（1237年）知扬州。淳祐二年（1242年）知潭州、湖南安抚使。宝祐二年（1254年）为广西宣抚使，有宿望。景定元年（1260年）授两淮宣抚使、判扬州。咸淳元年，加少傅，曾任右丞相兼枢密使。咸淳二年坐船返回湖南，至小孤山（江西彭澤縣北），卒於舟中。贈太傅，諡忠靖。著有《行营杂录》。趙葵工繪畫，传世作品有《杜甫诗意图》卷。

## 端平入洛
宋理宗端平元年（1234年），正值是指南宋在聯合蒙古滅金朝之後，蒙古軍北撤後，河南就成了無人佔領的地區。趙范、趙葵與全子才有感蒙古入兵力強盛是一大患，認定不扼險要無以守國，提議出兵收復河南之地，依黃河、守潼關。南宋出兵，蒙古軍不久反攻，南宋大敗。史稱端平入洛。

## 后世纪念
赵葵府内有7件银器：包括银洗锣、银盖罐、银唾盂、银藻豆盒、银镜匣和银发髻冠。于上世纪中期发现于长沙，5件被评为国家一级文物，2件被评为国家2级文物，现收藏于长沙望城的张国清私人博物馆。

## 延伸阅读
[在维基数据编辑]
 《宋史/卷417》，出自脱脱《宋史》